# История Ближнего Востока
История Ближнего Востока включает в себя взаимосвязанную историю таких смежных регионов, как Месопотамия, Малая Азия, Палестина, Египет и Иран, а также земли, попадавшие в сферу их влияния.

## Доисторический Ближний Восток
Доисторический Ближний Восток охватывает как доисторический Египет, так и доисторический Левант в период от появления предков современного человека до появления первых цивилизаций.

### Палеолит
Нижний палеолит представлен ашёльской культурой (Джубб-Джаннин).
В среднем палеолите (120 тыс. — 40 тыс. лет до н. э.) Ближний Восток населяли неандертальцы, носители мустьерской культуры (Кебара, Шанидар, Табун). Однако в северной Африке селились люди современного вида (Атерийская и Хормусская культура), которые использовали лук и стрелы с каменными наконечниками.
В верхнем палеолите на Ближнем Востоке повсеместно появляются люди современного вида. Они представлены Кебарской культурой (18 — 10 тыс. лет до н. э.).

### Мезолит
В эпоху мезолита за счет притока населения из Северной Африки (Мушабская культура) сформировалась Натуфийская культура (13-10 тыс. до н. э). Натуфийцы жили в землянках с камышовыми крышами, им удалось одомашнить собаку. Основным объектом их промысла были газели. К северо-востоку от натуфийской культуры располагалась Зарзийская культура.

### Неолит
В Палестине мезолитическая культура эволюционировала в Докерамический неолит A, которую сменила земледельческая Тахунийская культура (8-5 тыс. до н. э.), представители которой одомашнили коз. Затем здесь распространилась связанная с Кавказом Ярмукская культура, носители которой могли изготавливать сложные керамические изделия. Потомки тахунийской культуры возвратились в Африку, где образовали протоегипетскую Тасийскую культуру. Гасульский период стал непосредственным предшественником цивилизации Ханаана.
В рамках ближневосточного неолита на Земле появились первые города: Иерихон, Джерф-эль-Ахмар, Невалы-Чори и Ашиклы-Хююк (9 тыс. до н. э.), Айн-Газаль и Чатал-Хююк (8 тыс. до н. э.). Отсюда неолит распространился на Европу (Балканский неолит)

## Древний Ближний Восток
Древний Ближний Восток считается колыбелью цивилизации. Именно здесь стали впервые практиковать круглогодичное интенсивное земледелие, здесь впервые в мире возникли письменность, гончарный круг, а затем колесо и мельничный жёрнов, создано первое государство, законодательство, а затем и первая империя. Здесь впервые оформились социальное расслоение, рабовладение и организованное военное дело, здесь заложены основания таких дисциплин, как астрономия и математика.

### Древняя Месопотамия
Древняя Месопотамия — одна из великих цивилизаций Древнего мира, существовавшая на Ближнем Востоке, в долине рек Тигр и Евфрат. Условные хронологические рамки — c середины IV тыс до н. э. (эпоха Урук) по 12 октября 539 г. до н. э. («падение Вавилона»). В разное время здесь располагались царства Шумера, Аккада, Вавилонии и Ассирии.

#### Шумер и Аккад
С IV тыс. до н. э. и до XIII в. н. э. в Междуречье находились крупнейшие города и городские агломерации. В Древнем Мире Вавилон был синонимом Мирового Города, а в Средневековье — Багдад. Месопотамия процветала при ассирийском и вавилонском владычестве, затем и при арабском господстве.
Со времен появления шумеров и до падения Нововавилонского царства на территории месопотамской низменности проживало 10 % населения всей Земли.
Урук стал первым городом Южной Месопотамии. Вокруг была возведена стена — что свидетельствовало о том, что Урук стал городом, а не просто поселением. В этом городе жило до 6 тысяч жителей, представлявших 3-4 народа, говоривших на разных языках. Город стал храмовым и военным центром Южной Месопотамии.
В XXVIII-XXVII веках до н. э. (при полулегендарных правителях Энмеркаре, Лугальбанде, Гильгамеше, о которых сохранились эпические сказания) под гегемонией Урука были объединены города-государства Южного Двуречья (I династия Урука). В XXIV веке до н. э. при Лугальзаггиси Урук был столицей Шумера. После завоевания Саргоном Древним (XXIV век до н. э.) Урук вошёл в состав его державы. В конце XXII века до н. э. царь Урука Утухенгаль создал в Двуречье объединённое «царство Шумера и Аккада», после его смерти власть перешла к Ур-Намму — основателю III династии Ура.

#### Элам
Древний Элам располагался к востоку от Шумера и Аккада, на крайнем западе и юго-западе современного Ирана, от низин Хузестана и остана Илам. В древнеэламский период (около 3200 г. до н. э.) он состоял из ряда царств на Иранском плато с центром в Аншане.
Протоэламская цивилизация существовала в период 3200 — 2700 гг. до н. э., когда Сузы, позднее — столица Элама, стала приобретать влияние над культурами Иранского плато. Эта цивилизация считается древнейшей в Иране, существовавшей одновременно с соседней шумерской. Протоэламское письмо, пока не дешифрованное, использовалось краткое время, пока не было заменено новой письменностью — эламской клинописью.
Начиная с середины 2 тыс. до н. э. центром Элама стали Сузы в низине Хузестан.
Элам был поглощён Ассирийской империей в 8-7 вв. до н. э., однако эламская цивилизация сохранялась до 539 г. до н. э., когда её окончательно ассимилировалил персы.

#### Амореи
Занявшие в конце III тыс. до н. э. территорию Междуречья племена амореев в течение XX в. до н. э. стали образовывать независимые царства. В 1895 г. до н. э. аморейским вождём Суму-абумом было создано одно из таких царств с центром в Вавилоне. В ходе активных войн между государствами Месопотамии к 1800 г. до н. э. Вавилон стал центром юга страны, подконтрольного царству Ларса. Смерть царя Шамши-Адада I-го, правившего огромной державой, включавшей в себя Верхнюю Месопотамию, позволила вавилонскому царю Хаммурапи начать присоединение разрозненных царств. За 1764—1756 гг. до н. э. были завоёваны Элам, Мари, Ашшур, Эшнунна, Сузиана — образовалась единая общемесопотамская держава, самым знаменитым памятником которой стали Законы Хаммурапи.

### Древний Египет
Древний Еги́пет (от др.-греч. Αἴγυπτος и лат. Aegyptus), самоназвание Та-кемет, Та-мери, Та-уи и др. (транслит. егип. tA-kmt, tA-mrj, tA-wy), Ке́ми (копт. Kὴμε) — название исторического региона и культуры значительной цивилизации Древнего мира, существовавшей на северо-востоке Африки вдоль нижнего течения реки Нил. История Древнего Египта составляет около 40 веков и подразделяется исследователями на додинастический период (относится к финалу доисторического периода, краткий обзор которого также приводится в статье), династический период (основной этап существования египетской цивилизации протяжённостью около 27 веков), эллинистический период (синтез с греко-македонской культурой под властью династии Птолемеев) и римский период (в составе древнеримского государства, как одна из важнейших провинций Римской империи).

### Финикия
Финики́я (от греч. Φοίνικες, фойникес, буквально «страна пурпура») — древнее государство, находившееся на восточном побережье Средиземного моря с центром в современном Ливане. Крайней северной точкой Финикии было устье реки Оронт, а южной — гора Кармель. На юге Финикия граничила с Израильским царством, а на Востоке и Севере — с Сирией. По Геродоту, Финикия простиралась от Посидия до Израильского царства. При Селевкидах её считали от Орфосии (устье Нар-Берида) до устья Нар-Зерка. Из более поздних географов одни (например, Страбон) считают Финикией весь берег до Пелусия, другие южную границу её помещают у Кесарии и Кармеля. Только римское позднее провинциальное деление распространило имя Финикии на прилегающие к полосе внутренние области до Дамаска, а впоследствии стало различать Финикию Приморскую от Ливанской. При Юстиниане даже Пальмира была включена в состав последней.
Жители страны, финикийцы, создали мощную цивилизацию с развитыми ремёслами, морской торговлей и богатой культурой. Финикийская письменность стала одной из первых зафиксированных в истории систем фонетического письма. Наивысший расцвет финикийской цивилизации приходится на 1200—800 год до нашей эры.

### Ассирийская империя
Асси́рия — (аккадский: Aššur, араб. أشور‎ Aššûr, ивр. אַשּׁוּר‎ Aššûr, арам. ܐܫܘܪ Ašur, арам. ܐܬܘܪ Atur ассир.: Atur) — древнее государство в Северной Месопотамии (на территории современного Ирака). Ассирийская империя просуществовала почти две тысячи лет, начиная с XXIV века до н. э. и до её уничтожения в VII веке до н. э. (около 609 до н. э.) Мидией и Вавилонией.
Созданное ассирийцами государство со столицей в городе Ниневия (пригород нынешнего города Мосул) существовало с начала II тысячелетия примерно до 612 г. до н. э., когда Ниневия была захвачена и разрушена объединившимися войсками Мидии и Вавилонии. Крупными городами были также Ашшур, Калах и Дур-Шаррукин («Дворец Саргона»). Цари Ассирии сосредоточили в своих руках почти всю полноту власти — они одновременно занимали должность верховного жреца, и военного вождя, а некоторое время даже — казначея. Царскими советниками были привилегированные военачальники (управляющие провинциями, обязательно служившие в армии и платившие царю дань). Земледелием занимались рабы и зависимые работники.
Ассирия достигла вершины могущества во время правления династии Саргонидов (конец VIII—VII века до н. э.). Саргон II, основатель новой династии, захватил Израильское царство и переселил его жителей, разрушил хеттские крепости и раздвинул границы царства до Египта. Его сын Сеннахериб запомнился тем, что после восстания в Вавилоне (689 г. до н. э.) сравнял этот город с землей. Своей столицей он избрал Ниневию, отстроив её с величайшей пышностью.

### Нововавилонская империя
Нововавилонское царство или Второе Вавилонское царство — историческое государство в Месопотамии, существовавшее в период с 626 по 539 гг. до н. э.
До 626 г. до н. э. Вавилон находился под властью северного соседа Ассирии. Однако ассирийский наместник Набопаласар, из халдейского племени, решил отделиться от Ассирии и стать самостоятельным правителем. Вначале лишь северная часть Вавилонии была им покорена. Только к 615 г. удалось завоевать большинство всех вавилонских земель, в том числе крупные города Урук и Ниппур. Набопаласар способствовал падению Ассирии и разделению ассирийской территории вместе с мидийским правителем Киаксаром. При следующем нововавилонском царе Навуходоносоре II велись успешные войны с Египтом (большая часть Сирии и Палестины, а также вся Финикия были захвачены). Во время его правления Иудея стала провинцией нововавилонского государства. Два раза в 597 г. и 586 г. приходилось покорять Иудейскую территорию (в последний раз был разрушен Иерусалим).
После Навуходоносора некоторое время происходили дворцовые перевороты, в результате которых к власти пришёл Набонид. В начале правления Набонида возвышается и становится сильной Ахеменидская империя. Вавилонский царь пытался вести войны с Киром II вместе с Лидией и Египтом. В 539 г. до н. э. Вавилон был захвачен персами и вошёл в империю Ахеменидов. Падению Нововавилонской державы способствовало недовольное население Вавилонии, в частности, покорённые иудеи. С этого времени Вавилон прекратил своё существование как государство.

## Ближний Восток в эпоху Античности

### Персидская империя
Держава Ахемени́дов (др.-перс. Ariyānām Xšaçam) — древнее государство, существовавшее в VI—IV веках до н. э. на территории Азии, созданное персидской династией Ахеменидов. К концу VI века до н. э. границы Ахеменидской державы простирались на востоке от реки Инд до Эгейского моря на западе, от первого порога Нила на юге до Закавказья на севере.
В вавилонских источниках (манифест Кира, хроника о падении Вавилона) освещены события царствования Кира II. Древнейшими первоисточниками считаются надписи Кира около Пасаргад. Самой объёмной и ценной является надпись царя Дария I — Бехистунская надпись. На стенах дворцов в Персеполе, в Сузах, около озера Ван, около Суэца в Египте, в Накше-Рустаме на скальной гробнице Дария I имеются и другие надписи. Обычно надписи Ахеменидов составлялись на трёх языках: древнеперсидском, эламском и вавилонском. Архив, состоящий из тысяч глиняных таблеток, был обнаружен в 1933—1934 годах в Персеполе. Большинство из найденных документов архива на эламском языке, однако присутствуют тексты и на арамейском, являвшемся международным языком уже в ахеменидский период. Интересными документами, рассказывающими об ахеменидских военных колониях в Египте, являются элефантинские папирусы.
Ценные сведения о персах оставили греческие историки. Наиболее значимым является труд Геродота, черпавшим сведения из официальных персидских источников, записей участников греко-персидских войн и сообщений самих персов. Большую ценность имеют сведения Ксенофонта, описывающего различные области государства и сообщающего этнографические и географические данные этих областей.
Территория Персидской империи при Ахеменидах охватывала территории от Греции и Ливии до Индии.

### Эллинистический период
Александр Македонский захватил Персидскую империю и попытался создать собственное государство с центром в Вавилоне. Однако после его смерти его империя распалась, а на территории Ближнего Востока образовалось государство Селевкидов, последней столицей которого стала Антиохия. Вскоре на территории Ирана образовалось Парфянское царство. А на территории Иордании появилось Набатейское царство.

### Римский период
Остатки эллинистической Сирии были поглощены Римским государством. Помпей овладел средиземноморским берегом Ближнего Востока, учредив там римскую провинцию Сирия и Армения. Император Траян захватил Набатейское царство (превратив его в провинцию), нанес поражение парфянам и вышел к Персидскому заливу. На территории современного Ирака появилась римская провинция Месопотамия. При Диоклетиане римские владения на Ближнем Востоке были объединены в диоцез Восток, во главе которого император назначал комита.

### Византийско-персидский конфликт
С распространением христианства и переносом столицы в Константинополь (330) Римская империя превращается в Византию. Тремя главными христианскими центрами становятся Александрия, Антиохия и Иерусалим. Главным соперником Византии за контроль над Ближним Востоком становится Сасанидский Иран. Одним из крупных сражений византийско-персидского конфликта стало Сражение при Даре (530).

## Средние века

### Арабский халифат
Первоначальным ядром халифата стала созданная пророком Мухаммедом в начале VII века в Хиджазе (Западная Аравия) мусульманская община — умма. В результате мусульманских завоеваний было создано огромное государство, включавшее Аравийский полуостров, Ирак, Иран, большую часть Закавказья (в частности Армянское нагорье, Прикаспийские территории, Колхидскую низменность, а также районы Тбилиси), Среднюю Азию, Сирию, Палестину, Египет, Северную Африку, большую часть Пиренейского полуострова, Синд.
Слово халифат (араб. خليفة‎ — Khalīfah — «наследник», «представитель») — означает как титул халифа, так и обширное государство, созданное после Мухаммеда арабами-завоевателями под предводительством его «халифов» (наместников).
Эпоха существования Арабского халифата, вместе с несколькими последующими веками расцвета общеисламской науки и культуры, именуются в западной историографии Золотым веком ислама.

### Крестовые походы
В XI веке Ближний Восток испытал нашествия крестоносцев из Западной Европы. Вдохновленные католической церковью и поддержанные местными византийскими и армянскими правителями, крестоносцы в 1098 году захватили Антиохию, а в 1099 году учинили кровавую бойню в Иерусалиме. Крестоносцы создали ряд государств на побережье Средиземного моря: Антиохийское княжество, графство Триполи и Иерусалимское королевство. Ими же были построены и замки (Монфор, Монреаль)
Сопротивление крестоносцам возглавил Саладин, основавший впоследствии династию Айюбидов. После того как он нанес поражение крестоносцам в битве при Хаттине, его армия заняла Иерусалим (1187). Однако предводитель крестоносцев Ричард Львиное Сердце нанес поражение Саладину в битве при Яффе (1192). Тем не менее, Иерусалим остался за Айюбидами. Конец эпохе крестоносцев на Ближнем Востоке положил египетский султан Бейбарс I.

### Монгольское нашествие
Монгольская армия под руководством внука Чингисхана Хулагу в XIII веке вторглась на Ближний Восток и положила конец Багдадскому халифату. В 1258 году пал Багдад. На следующий год монгольское войско форсировало Евфрат, а в 1260 году заняло города Алеппо и Дамаск. Основная часть монгольского войска вернулась обратно, однако одно из его соединений дошло до Палестины и было разгромлено египетскими мамлюками в битве при Айн-Джалуте.

## Османский период
Прологом османского периода стала битва при Манцикерте (1071), когда вышедшие из Средней Азии турки-сельджуки под руководством Алп-Арслана разгромили византийскую армию. Через 7 лет они уже достигли берегов Эгейского моря, закрепившись в городе Никея (1078). Первым турецким государством становится Конийский султанат. Собственно Османская империя была созданна в 1299 году тюркскими племенами Османа I в северо-западной Анатолии. После падения Константинополя в 1453 году Османское государство стало именоваться империей. В 1514 турки в результате Чалдыранской битвы закрепили свою власть над исторической Арменией. В 1516 году турецкий султан Селим I в битве при Мардж Дабик разгромил мамлюков присоединил к своей империи Сирию, Иорданию и Аравию (включая Мекку), а в 1517 году ему покорился Египет.
В XVIII веке в Аравии зарождается ваххабизм, сторонники которого создают Дирийский эмират, однако туркам удается усмирить ваххабитский мятеж. В 1900 году было начато строительство Хиджазской железной дороги. В 1905 году к власти в Иране пришёл шах Реза Пехлеви, в 1906 году создан меджлис - парламент Ирана, в 1909 - 11 годах Тегеран оказался в хаосе революции, в 1935 - 79 гг. - шах Мохаммед Реза стал править в Иране. Его режим пал в ходе Исламской революции 1979 года.
В ходе Первой мировой войны владения Османской империи на Ближнем Востоке были атакованы странами Антанты. В 1914 году британский десант высадился в южном Ираке и захватил Басру. В 1917 году британские войска взяли Багдад. Под властью британцев Ирак находился до 1980 года, когда войска во главе с избранным 16 июля прошлого, 1979 года лидером Ирака Саддамом Хусейном захватили иранские пригороды крепости Хоремшехр и держали 2/3 территории Ирана под своим покровительством. Хуситы были разграблены. В 1985 году войска Хусейна заняли Рамаллу. Территория Ирака была разбита в ходе боестолкновений второй фазы операции ''Буря в пустыне'' - плана ''Шок и трепет'', войска США при поддержке англичан перешли иракско - иранскую границу 20 марта 2003 года, 9 апреля - пал Багдад.

## Арабское восстание
Поражение Османской империи в ходе Первой мировой войны в значительной степени было вызвано Арабским восстанием, которое сыграло роль пятой колонны. Решающую роль в координации восстания сыграл Лоуренс Аравийский. В 1916 году восстал шериф Мекки Хусейн бен Али. Первым их успехом стало взятие Джидды. В 1918 году в Палестине состоялась эпохальная битва, после которой арабские ополченцы хашимита Фейсала заняли Дамаск.
Попытка создания единого арабского государства разбилась о французскую интервенцию Анри Гуро. Ближний Восток был разделен между колониальными державами. Сирия и Ливан стали Французскими, а Палестина и Месопотамия Британской. В дальнейшем Британии удалось создать зависимое владение Королевство Ирак. Пробританской ориентации придерживался Абдул-Азиз ибн Сауд, который захватил Мекку и объявил себя королем государства, названного в 1932 году Саудовской Аравией.

## Арабо-израильский конфликт
28 ноября 1947 года Палестина заявила о своей независимости. 14 мая 1948 года на территории Британской Палестины было создано государство Израиль, что привело к консолидации арабов и кровопролитному вооруженному конфликту. Внешнеполитическая обстановка к тому времени изменилась, поскольку началась Холодная война. Если страны Запада поддерживали Израиль, то СССР был на стороне арабских стран. Особенно это проявилось в ходе Суэцкого кризиса (1956—1957), когда Израиль открыто поддержали вооруженные силы Великобритании и Франции. Однако угрозы советского лидера Хрущёва побудили воюющие стороны к миру. Следствием этого стало усиление просоветской ориентации ряда арабских стран. Оставшиеся от колониальной поры монархические режимы были свергнуты в ряде стран. Так в 1952 году в Египте пришел к власти Гамаль Абдель Насер, в 1958 году аналогичная революция произошла в Ираке. Распространение получили различные версии арабского социализма: баасизм и насеризм. Ярким представителем баасизма был иракский лидер Саддам Хусейн. Его вторжение в Кувейт в рамках реализации панарабистского проекта, натолкнулось на сопротивление международного сообщества и спровоцировало Войну в Заливе (1991).
Постепенно антиизраильские силы перешли на более исламистские позиции. Толчком к этому послужила Исламская революция в Иране (1978). В 1982 году в Ливане появилась организация Хезболла, были разграблены концлагеря Сабр и Шатилл в Ливанском конфликте, долина Бекка разбита в 1983 году израильтянами, а в Палестине позиции ООП потеснил созданный в ходе первой палестинской интифады Хамас.

## XXI век

### Арабская весна
Ара́бская весна́ (араб. الربيع العربي‎) — волна демонстраций и путчей, начавшихся в арабском мире 18 декабря 2010 года. Произошли перевороты в Тунисе, в Египте и в Йемене; гражданские войны в Ливии (привела к падению режима) и в Сирии (продолжается); гражданское восстание в Бахрейне; массовые протесты в Алжире, в Ираке, в Иордании, Марокко и в Омане; и менее значительные протесты в Кувейте, Ливане, Мавритании, в Саудовской Аравии, Судане, Джибути и Западной Сахаре. Столкновения на границе Израиля в мае 2011 года также были вдохновлены местной Арабской весной.
В ходе протестов использовались общие методы гражданского сопротивления в длительных кампаниях: забастовки, демонстрации, шествия и митинги, а также использование социальных медиа для организации, общения и информирования при попытках государственных репрессий и интернет-цензуры. Многие демонстрации были встречены насильственной реакцией властей, а также проправительственных ополченцев и контр-демонстрантов. Основным лозунгом демонстрантов в арабском мире был «Народ хочет падения режима» (араб. الشعب يريد إسقاط النظام‎, «аш-Ша`б йурид искат ан-низам»).